# 十善
十善业，或称十善行、十善、十善业道，是佛教教義中的十种善行，也是修行者所要實踐的善行。
居士戒包括五戒，和受持一晝夜的八關齋戒，在大乘佛教中，十善或作為戒律受持，則稱爲十善戒、十戒，不是指沙彌十戒。

## 概論
十善業道，即不做十恶業道，行十善行不犯五戒，可生欲界天。十善業道中的身三善業道：不殺生、不偷盜、不邪婬，語四善業道：不妄語、不兩舌、不惡口、不綺語，再加命清淨，即是四證淨中的聖所愛戒或稱賢聖戒。說一切有部等，將七善業道歸類入性戒，十善業道攝於而不含攝三妙行，比如十善業道不攝身語妙行之諸遮戒，和《施設論》所說諸業；根本七善業道可稱為尸羅、妙行、律儀、別解脫、別解脫律儀、業道、業，意三善業道：不貪欲、不瞋恚、正見，不是實意業、勝義意業。
龍樹《大智度論》稱，行善業道及不自放逸，不論受戒與否，皆名尸羅，尸羅可略說為八種身口律儀及淨命，不飲酒是其中身律儀；十善業道是總相戒，在身口業七善業道所攝之戒外，不飲酒攝入不貪中；十善業道是持戒之根本，又稱為舊戒，佛陀出世與否都常在，而其餘律儀是佛陀出於惡世時制定的戒律，違犯十善戒，懺悔不能除去其惡報；十善業道中，身口七善業道是戒，七善業道是業，意三善業道不是業，以其能起業，又因業而生，故而合併為十善業道。

## 內容
十善業道，是於十惡行所依止之處，遠離故而發起之業道：
1. 不杀生：不杀害人类以及畜生下至昆虫等生命。[26]
2. 不偷盗：不偷取他人财物。[27]
3. 不邪淫：不与他人配偶及他人所监护之人发生性行为。[28]
4. 不妄语：不對他人说谎话、空话，不颠倒是非。[29]
5. 不两舌：不對他人提是非，不挑拨离间。[30]
6. 不恶口：不用粗言令他人生起煩惱。[31]
7. 不绮语：不花言巧语、阿谀奉承他人。[32]
8. 不贪欲：不貪戀他人財富而欲求自身財富。[33]
9. 不瞋恚：不怨恨或憎惡他人。[34]
10. 正見（不邪見）：有施與，有愛樂，有祠祀[35]；有妙行、惡行，有妙行、惡行果[36]；有此世，有他世，有化生有情[37]；有父，有母[38]；世間有阿羅漢，有正至，有正行此世他世[39]，即於現法，知自通達，作證具足住：「我生已盡，梵行已立，所作已辦，不受後有。」[40]

正見引領諸世間善行、出世間正行，正見不等同於三善根中的無癡。三善根為無貪、無瞋、無癡，是十善之因，是生一切善法之心所法。

## 世間善行
佛陀以四攝事統攝世間善行，如《雜阿含經·六六九經》：
|  | 爾時，世尊告諸比丘：……若所有法，是眾之所取，一切皆是四攝事：或有一取施者，或一取愛語者，或一取行利者，或一取同利者。……爾時，世尊即說偈言：「 布施及愛語，或有行利者，同利諸行生，各隨其所應，以此攝世間，猶車因釭運。 世無四攝事，母恩子養忘，亦無父等尊，謙下之奉事。 以有四攝事，隨順之法故，是故有大士，德被於世間。」 |

《長阿含經》和《中阿含經》的《善生經》詳細解說了如何建立親善的家庭和社會關係。